# Margites luteopubens
Margites luteopubens là một loài bọ cánh cứng trong họ Cerambycidae.